# Neoxyphinus keyserlingi
Neoxyphinus keyserlingi – gatunek pająka z rodziny Oonopidae.

## Taksonomia
Gatunek ten opisany został po raz pierwszy w 1907 roku przez Eugène’a Simona pod nazwą Dysderina keyserlingi. Jako lokalizację typową wskazano Teresópolis w brazylijskim stanie Rio de Janeiro. Epitet gatunkowy nadano na cześć arachnologa, Eugena von Keyserlinga. Do rodzaju Neoxyphinus gatunek ów przenieśli w 2012 roku Naiara Abrahim i współpracownicy.

## Morfologia
Holotypowy samiec ma 2,16 mm, a paratypowa samica 2,33 mm długości ciała. Karapaks jest ciemnoczerwonobrązowy, ziarenkowany, o lekko wyniesionej części głowowej, nieząbkowany na krawędziach bocznych, a na powierzchniach tylno-bocznych pozbawiony kolców. Nadustek ma prostą w widoku przednim,  niezmodyfikowaną krawędź. Ciemnoczerwonobrązowe, tak szerokie jak długie sternum ma pomarszczoną powierzchnię. Odnóża są pomarańczowobrązowe. Łącznik jest rurkowaty, przeciętnych wymiarów. Opistosoma (odwłok) ma ciemnoczerwonobrązowe, gładkie, pozbawione ząbków w przedniej połowie skutum grzbietowe oraz ciemnoczerwonobrązowe skutum postepigastryczne.
Genitalia samicy cechują się płytką płciową o szerokim przedsionku i dwupłatowym sklerycie środkowym. Nogogłaszczki samca są w całości żółte, wyposażone w embolus o wierzchołkowo umieszczonym otworze ejakulacyjnym i z przednio-boczną bruzdą, pozbawiony listewki przednio-bocznej i guzka przednio-bocznego.

## Rozprzestrzenienie
Pająk neotropikalny, endemiczny dla Brazylii, znany ze stanów Espírito Santo, São Paulo i Rio de Janeiro.